# Crastina linnavuorii
Crastina linnavuorii är en insektsart som beskrevs av Loginova 1974. Crastina linnavuorii ingår i släktet Crastina och familjen rundbladloppor. Inga underarter finns listade i Catalogue of Life.